# 金森一咳
金森一咳（かなもり いちがい、本名 比呂尾 ひろお 1941年 - 2013年）は、日本の画家、俳号(三猪) 大阪市出身。妻は歴史家の金森敦子。

## 来歴
1941年
- 大阪に生まれる

1986年
- 第一回個展、新宿・銀花コーナーにて「禅宗絵画展」

1989年
- 一咳墨画集「虚空礼拝」(東京美術)より刊行

1991年
- 一咳墨画常設「ギャラリー寒山」[新潟県・北方文化博物館前」開設

1995年
- 「俳禅余話・布袋の袋」(角川書店)刊行

2001年
- 東京より新潟・ギャラリー寒山に転居、第十一回個展　新潟・北方文化博物館にて「金森一咳の世界」

2002年
- 第一回海外個展　ニュージーランド「金森一咳の世界」

2003年
- 4月、第十三回個展　新潟・絵屋にて「金森一咳の世界」
- 7月、第十四回個展　佐渡・両津市郷土博物館
- 禅宗絵画展 -達磨・布袋・寒山拾得・仏画・他-

2004年
- 高井松男演出・主演「墨詩良寛　母の抄」美術・背景画担当

2007年
- 第二回海外個展　シドニー　[Kinokuniya Gallery]
- 第三回海外個展　シドニー　[Gallery YUGA]

2008年
- 第四回海外個展　シドニー　[Kinokuniya Gallery]
- 第五回海外個展　シドニー　[Japan Fundation Gallery]

## 作風
唐時代の詩人王維を開祖とする中国　南宋画は詩・書・画一体を、文人であることの条件とした。
それゆえ南宋画は、後に文人画とも呼称された。
この南宋画の精神を受け継いで、日本の江戸時代に成立したのが、与謝蕪村や池大雅による南画である。
中国文人と違って蕪村や大雅は画を活計とせざるを得なかったが、しかしその理想は、中国南宋画の脱俗と高踏への遥かなる想いであった。
達磨、寒山拾得、などの「禅宗絵画」から出発した私もまた、この南宋画への遥かなる想いを同じくする者である。
当初は、教典や禅語をもっぱらに画賛句としてきたが、己自身の詩句へのこだわりを捨てることができず、詩・書・画一体への渇きは、「俳諧十牛図」私家版俳画集「荊冠」となり、現在、詞画集「虚空するモーツァルト」が進行中である。
柔らかい曲線と淡彩が特徴的な南画風を真似て画を描くことは、むしろ南画の精神からは一番遠い精神だと自戒しつつ、南画風とは似ても似つかない濃墨と金銀彩色によって、私が最も試みたかったのは、何よりも詩・書・画一体を通しての脱俗へのあとがれであることを、己の非才をも省みず申し述べておきたいと言っている。

## 著書
- 俳禅余話『布袋の袋』角川書店　1995年刊
- 禅・俳句・モーツァルト墨画集『虚空礼拝』東京美術　1989年刊
- 一私家版詞集、全五巻『笑ふダイオス』 2004年刊

## その他
- 高井松男・演出、墨詩良寛『母の抄』美術担当背景　2004年
- 高井松男・演出、墨詩良寛『貞心尼の抄』墨象一閻魔図　2005年